# Manituana

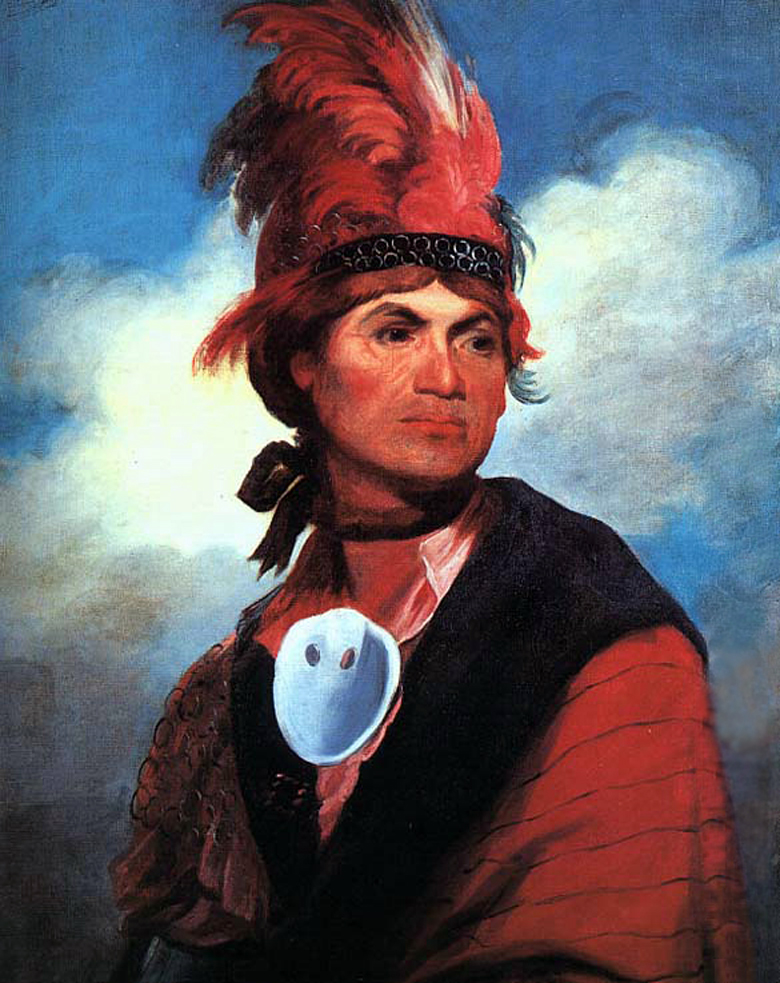
Gilbert Stuart, Thayendanegea o Joseph Brant, 1786, olio su tela, 80,5x70,2 cm, Londra, British Museum

Manituana è un romanzo storico del collettivo Wu Ming del 2007, ambientato tra la valle del Mohawk e Londra negli anni della Guerra d'indipendenza americana.
Manituana fu inizialmente concepito come primo episodio di una trilogia pan-atlantica settecentesca, che gli autori chiamavano "il Trittico Atlantico”. Tutti i romanzi sarebbero stati ambientati negli ultimi tre decenni del XVIII secolo, tra Nord America, Europa, Indie Occidentali e Africa, prima e durante le Rivoluzioni americana e francese.
Nel 2014, con la pubblicazione di L'Armata dei sonnambuli, il collettivo ha annunciato una nuova fase di scrittura, descrivendo il romanzo storico come una "forma d’espressione che abbiamo praticato per molti anni, fino a decidere di passare oltre per usare la storia in altri modi.[...] facciamo tesoro di quanto abbiamo appreso esplorando quel genere e forzandone le convenzioni, e ci dedichiamo a nuovi esperimenti” . In alcuni commenti su Giap, il blog ufficiale del gruppo, Wu Ming ha dichiarato di aver rinunciato all'idea di completare il Trittico Atlantico, che è così diventato un dittico.

## Trama
(Manituana, p. 25)
Il libro è diviso in tre parti intervallate da due intermezzi, più un prologo ed un epilogo.

### Prologo
Si svolge l'8 settembre 1755 presso il lago George, dopo una battaglia della guerra franco-indiana in cui i Mohawk appoggiavano gli inglesi contro i francesi.
Pur avendo vinto la battaglia, i Mohawk e gli inglesi hanno subìto grosse perdite tra cui il leggendario capo Hendrick ucciso dai Caughnawaga, indiani alleati dei francesi, ed il loro comandante, William Johnson, è rimasto gravemente ferito. Pur in quello stato egli nota la forza e la determinazione della giovane Molly Brant che riesce ad impedire che i guerrieri uccidano un ragazzino, tamburino dell'esercito francese, catturato prigioniero.

### Prima parte - Irochirlanda, 1775
La Lunga Casa è il nome che la Confederazione delle Sei Nazioni irochesi (Mohawk, Oneida, Cayuga, Onondaga, Tuscarora e Seneca) ha dato al territorio, situato a sud del lago Ontario, dove vivono da secoli, convivendo ormai da lungo tempo coi coloni europei, per la maggior parte d'origine irlandese e scozzese.
Alla notizia delle prime rivolte contro gli inglesi all'interno della comunità si apre un aspro dibattito tra coloro che vorrebbero schierarsi coi rivoltosi e chi parteggia per la corona, anche se la maggior parte degli indiani propenderebbe per la neutralità.
Guy Johnson, succeduto nel ruolo di commissario per gli Affari indiani, al suocero William Johnson morto l'anno precedente, sente sulle spalle il gravoso fardello di cercare di essere all'altezza del predecessore, pur non avendone il carisma. Il suo compito è quello di stroncare sul nascere le simpatie verso gli insorti, che sbocciano tra i coloni, i quali vedono nella rivolta la possibilità di affrancarsi dal giogo fiscale della madrepatria, e di spingere i pellerossa a scendere in guerra a fianco delle forze inglesi.
Per ottenere questo scopo indice un grande concilio di tutte le tribù ad Oswego, sulla sponda meridionale dell'Ontario, in modo da ottenere da tutti i grandi capi (i sachem) un atto di sottomissione al re e quindi impegnarli moralmente a fornire uomini per la causa lealista. 
Il convegno è occasione di incontro e di mercato, quindi da ogni paese gruppi numerosi si accingono a raggiungere Oswego, viaggio non facile ed a volte pericoloso, per molti il viaggio è anche l'occasione di lasciare zone ritenute ormai non più sicure. Guy Johnson è tra coloro che non ritiene sicuro lasciare la famiglia indifesa e quindi porta con sé la moglie incinta e le figlie. Ma l'impresa non è nata sotto una buona stella: durante una sosta la moglie, viene colta dalle doglie prematuramente, il parto si dimostra subito difficile, e dopo lunghe sofferenze, sia la madre che il neonato non sopravvivono. Pur disperato ed affranto, Guy sa che deve portare a termine l'impresa, ma anche il concilio non va secondo le aspettative, e nonostante l'alacre lavoro di intermediazione culturale svolto dall'interprete ufficiale, Joseph Brant, i sachem garantiscono lealtà formale alla corona ma, a parte i Mohawk nessuno è intenzionato ad inviare uomini in soccorso delle truppe inglesi. Quando finalmente Guy giunge a Montreal con le poche truppe che è riuscito a mettere insieme viene trattato con alterigia e distacco dal generale Carleton comandante della piazzaforte. E la situazione non migliora neppure quando i suoi uomini riescono a sconfiggere i ribelli catturandone pure Ethan Allen, uno dei capi militari, che era divenuto una leggenda vivente ed era considerato invincibile.
Guy Johnson capisce infine che la sua stessa posizione ufficiale è minacciata e, anche influenzato dal vaticinio di una fattucchiera, prende la decisione di recarsi a Londra, direttamente dal re per consegnare personalmente Ethan Allen e gli altri ribelli catturati. della delegazione faranno parte anche Joseph Brant, Philip Lacroix (Le Gran Diable anch'egli un mito per le popolazioni indigene) ed il giovane Peter Johnson (figlio naturale di sir William e di Molly Brant) che è riuscito a catturare personalmente il comandante ribelle.

### Intermezzo - Il passaggio, 1775
Sull'Adamant, la nave che li porta in Inghilterra, ognuno ha tempo di mettere a fuoco i propri pensieri e di preparare le strategie future, in particolare Ethan Allen, imprigionato nella sentina, prepara un discorso sulla libertà dei popoli che intende declamare al momento dello sbarco.
In realtà appena scende viene insultato e fatto oggetto al lancio di verdure marce, da parte della folla che si è radunata per vedere di persona il pericoloso bandito.

### Seconda parte - Mohock club, 1775-1776
A Londra, il romanzo segue in parallelo le vicende degli "americani" e di una banda di malfattori che si sono dati il nome di Mohock e compiono aggressioni e violenze travestiti da pellerossa.
Per Guy Johnson il viaggio doveva servire per riprendere saldamente il posto di commissario per gli affari indiani del nordamerica che aveva visto messo in serio pericolo dalla politica del governatore Carleton, da questo punto di vista la missione è un successo e la delegazione riesce a farsi ricevere dal ministro e dal re.
I "principi indiani", come sono stati immediatamente (ed impropriamente) soprannominati dalla stampa Thayendanega e Philip Lacroix, divengono immediatamente un'attrazione mondana, e dovunque vadano, sempre accolti con grandi onori, enormi folle si ammassano per vederli. Tutto ciò ha un impatto diverso sui due, mentre Joseph Brant prende coscienza del fatto che non può continuare ad essere solo un interprete, ma dovrà assumere un ruolo più importante per la difesa dei diritti dei Mohawk, Philip non riesce ad adattarsi alla vita cittadina: la città puzza, l'acqua non è pura, la promiscuità è insopportabile per lui. Appena riesce cerca di recarsi in campagna per tentare di ritrovare una natura meno contaminata e non vede l'ora di poter tornare ai suoi boschi, anche se il comprende che lo stile di vita dei mohawk e la loro nazione non potrà resistere all'impatto con la civiltà occidentale (una frase è emblematica e viene ripetuta diverse volte nel romanzo: "tutta la gente mohawk potrebbe stare in un paio di questi palazzi")
Peter Johnson è colui su cui Londra ha l'effetto più forte, accolto come un eroe a corte, per avere catturato un pericoloso bandito, riceve parole di grande stima da parte del re Giorgio III, che lo spingono ad arruolarsi nell'esercito, in partenza per combattere i ribelli del nord-America.
Dopo alcuni mesi, finalmente, giunge il momento di tornare in America, dove nel frattempo la rivolta ha preso sempre più piede; resteranno in Inghilterra solo le figlie di Guy, in quanto il padre ritiene troppo pericoloso riportarle in patria, ciò è un ulteriore colpo per le ragazze già provate dalla perdita della madre e dal lungo viaggio, ed in particolare per Esther, la maggiore, che sta anche attraversando il difficile momento del passaggio dalla pubertà all'età adulta.
Nel frattempo si è conclusa anche la parabola dei Mohock, che erano riusciti a far arrivare un delirante messaggio a Joseph Brant, in cui chiedevano di essere riconosciuti come settima nazione irochese, ma che poco tempo dopo vengono catturati, durante un rastrellamento della polizia.

### Intermezzo - Il ritorno, 1776
Durante una tempesta, le due navi su cui viaggiano, si perdono di vista e, mentre quella di Guy Johnson non ha grossi problemi ad arrivare a destinazione, il Lord Hide, su cui sono Joseph Brant e Philippe viene spinto 600 miglia a sud, ed attaccato da un brigantino che intima loro di arrendersi agli "Stati Uniti d'America", una nazione che nessuno aveva mai sentito nominare prima. Con una certa difficoltà riescono a respingere gli assalitori, ma tutti restano colpiti da quel nome e capiscono che a terra, una dura lotta li attende

### Terza parte - Cuore freddo, freddo, 1776-1779
La guerra ha ormai raggiunto anche la valle del fiume Mohawk, costringendo a schierarsi o con la corona britannica o con gli indipendentisti, spesso persone amiche fino al giorno prima si sono trovate a doversi combattere. L'esercito di sua maestà riusciva ancora a mantenere il controllo delle grandi città, ma, nelle campagne, i rivoltosi avevano occupato gran parte delle zone reputate ostili, per cui buona parte dei mohawk erano dovuti fuggire e si erano accampati nei pressi di fort Niagara, sulle rive dell'Ontario. Molly Brant, grazie alle sue conoscenze, però era riuscita a far sì che il suo paese e l'emporio venissero lasciati in pace dai ribelli, e, anche se ormai i rifornimenti arrivavano col contagocce, il suo negozio era l'unico punto, nel raggio di molte miglia, in cui fosse possibile rifornirsi.
Guy Johnson, giunto a New York, perde tutta l'iniziativa che aveva dimostrato col viaggio in Inghilterra e resta li inchiodato domandandosi quale sia la miglior strategia da seguire. Nei fatti non avrà più alcuna rilevanza per la nostra storia. Per contro Joseph Brant, decide di iniziare, pur tra mille difficoltà, un'opera di proselitismo per trovare volontari e rifornimenti per la causa lealista.

#### 1777
La guerra continua. Da una parte Joseph Brant coi suoi volontari (mohawk e bianchi) si dedica ad azioni di guerriglia contro le truppe ed alla sistematica distruzione delle fattorie dei coloni ribelli, dall'altra, il colonnello Nicholas Herkimer, comandante dell'esercito americano nella zona, risponde colpo su colpo cercando però di limitare le sue truppe, che spesso si lasciano andare ad atti di feroce barbarie.
La nazione irochese si è divisa, mentre Mohawk e Senecas combattono con gli inglesi, gli Oneida si sono schierati con gli insorti, peggio ancora il Sacro Fuoco, emblema e cuore della confederazione è stato spento: non era mai successo in tutti i secoli della storia irochese, per molti segno che la Lunga Casa ha i giorni contati. Alcuni sachem cercano di organizzare un nuovo concilio per riportare la pace nella nazione, concilio che però non si terrà mai.
Grazie ad informazioni avute dalla sorella, Joseph Brant riesce a tendere un'imboscata ai soldati di Herkimer (con cui in passato aveva combattuto i francesi) ad Oriskany, sconfiggendoli duramente ed uccidendo anche lo stesso colonnello. Nel corso della battaglia Philip uccide, con un atto inaudito ma necessario, un sachem degli Oneida, ciò andrà a far aumentare gli incubi che già lo tormentano e lo porterà a prendere la decisione di smettere di combattere.
La vittoria scatena però la reazione dei "patrioti" più intransigenti che, non più limitati da Herkimer, arrivano a minacciare anche Molly ed il suo paese, per cui lei fugge a fort Niagara portandosi appresso i compaesani, qui incontra Esther Johnson, ormai diventata donna ed innamorata di Philip, e la convince ad abitare con lei.

#### 1778
Ormai Joseph Brant è diventato una leggenda, la fama delle sue imprese e del suo coraggio (tra gli amici) o della sua crudeltà (tra i nemici) ha raggiunto livelli inaspettati, ormai viene segnalato dappertutto, anche contemporaneamente in luoghi distantissimi. George Washington ha messo una taglia sulla sua testa. Col progredire delle ostilità le crudeltà dalle due parti, sono aumentate, ed anche Joseph non riesce (o spesso non vuole) porvi un freno.
Verso la fine dell'anno, torna a fort Niagara, perché sua moglie è morta di malattia, e qui, durante le esequie, rincontra Philip. Il dolore li riavvicina.

#### 1779
Mentre la guerra volge a favore degli indipendentisti, Washington invia un'armata comandata dal generale John Sullivan, nei territori irochesi col compito specifico di radere al suolo ogni insediamento indiano, distruggere tutte le coltivazioni e catturare più prigionieri possibili, indipendentemente dal sesso o dall'età. Sullivan inizia quindi una sistematica campagna devastatrice che in breve cancella la Lunga Casa dalla faccia della Terra, permettendo ai coloni di stanziarsi in quei luoghi. Joseph Brant cerca di contrastarlo ma la disparità numerica è troppo forte, e molti dei suoi sono stanchi di combattere. Per cercare di arruolare nuovi volontari torna ancora una volta a fort Niagara ma qui gli unici rimasti sono vecchi e bambini. Raccoglie un drappello male armato, e riparte, ma inaspettatamente anche Philip, spinto da un imperativo morale, si unisce a loro, benché sia intimamente convinto dell'inutilità del gesto. Prima di partire incontra Esther e le giura che al suo ritorno se ne andranno insieme per iniziare una nuova vita.
Ovviamente questi rinforzi non sono sufficienti e quando ci si rende conto che ormai Sullivan sta puntando ai territori dei mohawk, l'esercito di Joseph si scioglie come neve al sole: i bianchi decidono di riparare in Canada in attesa di rinforzi che non arriveranno mai, i Senecas se ne vanno cercando di trattare una pace separata, molti altri sono morti o fuggiti, gli anziani ed i bambini sono solo un peso e vengono rimandati a casa. Per tentare di difendere la valle del fiume Mohawk sono rimasti solo Jodeph, Philip ed altri tre guerrieri. Un'armata di cinque persone "per salvare un pugno di anime dall'apocalisse".
Dopo una corsa disperata, raggiungono il villaggio di Cayuga e riescono ad evacuare la cinquantina di donne, vecchi e bambini prima dell'arrivo di Sullivan. Ma mentre stanno ripartendo si imbattono in un gruppo di "patrioti" irregolari che precedono le truppe per poter saccheggiare e depredare le case abbandonate. Riescono facilmente a catturarli ma, Jonas Klug, il più turpe del gruppo che era rimasto indietro, riesce a sparare un colpo, che indirizzato a Joseph, colpisce invece Philip, uccidendolo.
Per Joseph ormai la guerra ha un solo scopo quello di ammazzare Jonas Klug.
Intanto gli inglesi hanno abbandonato anche fort Niagara, Molly Brant è riuscita ad ottenere dal governatore del Canada che il suo popolo possa stanziarsi su un arcipelago del lago Ontario chiamato le Mille Isole, ma che i Mohawk hanno ribattezzato Manituana.

### Epilogo
Valle del fiume Mohawk - 1783
Finalmente, dopo anni di inseguimenti, Joseph riesce a raggiungere Jonas Klug, lo uccide e lo decapita, regalando poi la sua testa a Molly. Una magra consolazione, giacché la Lunga Casa non esiste più, e quello che era stato il sogno di William Johnson, un territorio in cui bianchi ed indigeni potessero vivere in pace, è infranto per sempre. La guerra volge al termine, e al tavolo delle trattative siedono americani, inglesi e francesi, ma nessun pellerossa.
Ma Joseph si ripromette di non mollare, e se sarà necessario tornerà a Londra, dove costringerà i bianchi e il loro re a risarcire le sofferenze inflitte ai Mohawk, e li inchioderà alle loro promesse.

## Personaggi
Molti dei protagonisti del romanzo sono personaggi realmente esistiti.
 Sir William Johnson 
Sir William Johnson Warraghiyagey («Conduce Grandi Affari») è nato in Irlanda nel 1715, giunge in America nel 1738. In seguito viene nominato baronetto e commissario per gli Affari indiani del Nordamerica. Nel 1766 ha firmato un trattato di pace con Capo Pontiac. Muore nel 1774. Compare nel libro solo nel prologo, ambientato nel 1755 durante la Guerra franco-indiana.
 Joseph Brant 
Joseph Brant Thayendanega (1743 - 1807) inizialmente lavora come interprete per il Dipartimento degli Affari indiani. Poi diventa un importante leader dei mohawk a capo della resistenza contro gli indipendentisti americani.
 Molly Brant 
Molly Brant Degonwadonti (1736 - 1796) è la sorella di Joseph Brant e la moglie di William Johnson. È dotata di poteri paranormali (per la cultura occidentale, mentre per i mohawk, che pur le riconoscono un ruolo di guida spirituale, non è così speciale), che le permettono di avere un rapporto quasi telepatico con persone ed animali. Il suo rapporto con Philip Lacroix, che aveva soccorso quand'era un tamburino dell'esercito francese, è molto forte. 
Quando la situazione diviene insostenibile e la fine della confederazione irochese inevitabile, riesce a trattare coi capi inglesi ed a ottenere che ciò che la nazione mohawk possa trasferirsi sulle Mille Isole del lago Ontario.
 Guy Johnson 
Guy Johnson (1740 - 1788) succede a William Johnson (di cui era sia nipote che genero) nella carica di commissario per gli Affari indiani del Nordamerica.
 Philip Lacroix 
Philip Lacroix Ronaterihonte detto Grande Diavolo era un tamburino dell'esercito francese, sconfitto nella guerra franco-indiana. Stava per essere ucciso da indiani Mohawk, ma venne salvato e adottato da Molly. Sua moglie e sua figlia vennero uccise da dei guerrieri huron sbandati. Philip per vendicarsi li uccise tutti e 22, guadagnandosi il soprannome di Grand Diable. All'epoca in cui è ambientato il romanzo vive in completa solitudine, traducendo il vangelo in lingua mohawk, e facendo il cacciatore, a diversi giorni di viaggio dagli insediamenti più vicini, dove scende solo una volta l'anno per scambiare le pelli coi prodotti che gli servono. Come guerriero è praticamente imbattibile ed è divenuto una leggenda vivente.
 Peter Johnson 
Peter Warren Johnson, guerriero, figlio naturale di Sir William e Molly Brant. Ha trascorso l'infanzia nella casa di famiglia, Johnson Hall, che ha lasciato per andare a studiare a Philadelphia.
 Daniel Claus 
Daniel Claus, tedesco, genero di Sir William di cui ha sposato la figlia Nancy. Commissario per gli indiani del Canada.

## Racconti Ammutinati e Prolegomeni
In parallelo alla stesura del romanzo il collettivo ha scritto una serie di racconti che narravano di episodi precedenti a quelli narrati nel libro (Prolegomeni) o che, per ambientazione, epoca e stile si ricollegavano al mondo di Manituana. I racconti sono stati pubblicati nel sito di manituana all'indirizzo: http://www.manituana.com/section/76.

### Racconti Ammutinati

#### La caduta di Donna del Cielo
Una leggenda indiana sulla creazione del mondo (dove per mondo s'intende il territorio della Lunga Casa) che sarebbe sorto sul guscio di una grande tartaruga, sul quale sarebbe caduta una donna dal cielo che avrebbe generato due figli, da cui sarebbe nato tutto.

#### Il cappello del signor Campbell
La storia di un cappello di castoro, percorsa a ritroso da quando il sig. Campbell di Londra lo regalò al figlio, indietro-indietro fino al cacciatore mohawk che aveva catturato i castori.

#### Il piccolo viaggiatore
Il piccolo viaggiatore è un batterio di vaiolo che dall'India, via Londra, arriva fino al nord America, utilizzando come mezzi di trasporto in buon numero di persone inconsapevoli.

#### Il Demonio
Boston, 1774, un predicatore nerovestito tiene una concione contro il rum, ma la predica diventa per i presenti motivo per discutere degli ultimi avvenimenti politico-militari e preventivare un futuro poco roseo. La conclusione è una bevuta generale nella bettola più vicina.

### Prolegomeni

#### Breed's Hill, 17 giugno 1775
Racconto. I prolegomeno al romanzo Manituana. Dicembre 2005.
Si narra delle vicende che portarono allo scontro sulla collina del titolo (anche se passerà alla storia come battaglia di Bunker's Hill) durante l'assedio di Boston da parte ribelli. Lo scontro si concluse con la vittoria degli inglesi, che riuscirono a cacciare i rivoltosi, ma a costo di perdite così alte che il generale Clinton che le comandava disse: "Un'altra vittoria così e saremo in rovina!".

#### Indian Kings
Racconto. II prolegomeno al romanzo Manituana. Aprile 2006.
Nella primavera del 1710 quattro importanti rappresentanti della nazione Mohawk visitarono Londra, su invito della regina Anna che intendeva stringere con loro un'alleanza antifrancese.
Uno solo di loro, Tiyanoga Hendrick, aveva un ruolo di spicco all'interno dei Mohawk, ma la stampa li battezzò i quattro Re indiani. Divennero immediatamente la massima attrazione pubblica.
Negli anni successivi le vie di Londra furono terrorizzai da una masnada di balordi che si era data il nome di Mohock Club e vagava di notte, seminuda a compiere atti di puro sadismo sui malcapitati viandanti.

#### Hendrick's Dream
Racconto. III prolegomeno al romanzo Manituana. Estate 2006.
È una quasi-biografia di Hendrick e di William Johnson, e dei rapporti tra i due, rapporti segnati dalla diversa maniera di concepire la vita ed i fenomeni naturali da parte di un europeo e di un amerindo. In particolare il sogno del titolo fa riferimento ad una caratteristica di questi ultimi che, quando desideravano qualcosa ne facevano richiesta al proprietario narrandogli di aver fatto un sogno in cui gli regalava proprio quella cosa.

#### Warraghiyagey / The Funeral
Racconto. IV prolegomeno al romanzo Manituana. Dicembre 2006.
È la cronaca del funerale di William Johnson Warraghiyagey per i Mohawk, avvenuto il 16 luglio 1774, intervallata con stralci del suo testamento

#### Deganawidah / La Grande Pace
Racconto. V prolegomeno al romanzo Manituana. Marzo 2006.
Deganawidah è il Pacifacatore. La sua fama lo aveva preceduto arrivando dall'altra parte dei Grandi Laghi. Egli era figlio di una vergine. Egli portava una nuova Legge: la Legge della Grande Pace. Ma quando i guerrieri Mohawk se lo trovarono di fronte videro solo un uomo vestito di nero. L'ira dei guerrieri, per essere stati ingannati, stava per esplodere, ma egli mantenne la calma e propose di essere sottoposto ad una prova. Salì sul più alto pino che cresceva sulla cascata e poi ordinò che l'albero venisse abbattuto, in modo da piombare nella corrente dove nessuno sarebbe potuto tornare. Quando lo videro scomparire tra i flutti qualcuno si rallegrò: non sarebbero cambiati. Qualcuno si rattristò: non sarebbero cambiati.
Ma il mattino dopo scorsero un filo di fumo nel bosco, andarono la e vi trovarono Deganawidah che fumava. Capirono che da allora, per loro, sarebbe iniziata la Nuova Vita.

## Pontiac - Storia di una rivolta
Nel 2007 viene realizzata un'opera multimediale (testo di Wu Ming, 2 alias Giovanni Cattabriga, musiche di Oppi, Pieretto, Pillia e Sommacal e disegni di Camuncoli e Landini) sulla rivolta indiana del 1763, guidata del capo Pontiac.

## Edizioni italiane ed estere
- Wu Ming, Manituana, collana Stile libero, Einaudi, 2007,  p. 613, ISBN 978-88-06-18584-8.
- Wu Ming, Manituana, Verso, Londra 2009, ISBN 1-84467-342-1.
- Wu Ming, Manitouana, Métailié, Parigi 2009, ISBN 2-86424-688-0.
- Wu Ming, Manituana, Random House, Madrid 2009, ISBN 84-397-2185-4.
- Wu Ming, ΜΑΝΙΤΟΥΑΝΑ, Εξάρχεια, Atene 2013, ISBN 978-61-8809-396-6.
- Wu Ming, Manituana, Einaudi Super ET, Torino 2014, ISBN 978-88-06-22208-6.
- Wu Ming, Manituana, Assoziation A, Amburgo/Berlino 2018, ISBN 978-3-86241-465-9.